# Троїцький (Ічалківський район)
Тро́їцький (рос. Троицкий, ерз. Троицкой) — селище у складі Ічалківського району Мордовії, Росія. Входить до складу Оброчинського сільського поселення.

## Населення
Населення — 100 осіб (2010; 107 у 2002).
Національний склад (станом на 2002 рік):
- ерзяни — 73 %